# Snäckjägare
Snäckjägare, Phosphuga atrata, är en skalbaggsart som beskrevs av Carl von Linné 1758. Snäckjägare ingår i släktet Phosphuga och familjen asbaggar, Silphidae. Den är klassificerad som livskraftig, LC, i både Sverige och Finland Två underarter finns listade i Catalogue of Life, Silpha (Phosphuga) atrata atrata Linnaeus, 1758 och Silpha (Phosphuga) atrata subrotundata (Leach, 1817).

## Beskrivning
Skalbaggen har en längd på 10 till 16 millimeter. Den har svart kropp med glänsande ovansida och ett långsmalt huvud. Unga skalbaggar som nyligen ömsat till fullbildad insekt har en brunare kroppsfärg.

## Ekologi
Arten trivs bäst i fuktiga skogsmarker. Till skillnad från andra asbaggar så lever den inte enbart på döda djur utan på levande snäckor som den jagar på natten. Den har ett långsmalt huvud som kan nå snäckorna även om de drar sig in i skalet. Även larverna är rovdjur. Arten kan emellertid även ta maskar, andra insekter, och as. Den övervintrar som fullbildad skalbagge.

## Utbredning
Utbredningsområdet omfattar hela Palearktis och arten är vanlig i hela Skandinavien. I Sverige finns den i hela landet med undantag av Härjedalen och Lappland. I Finland är den vanlig i hela landet, men hittas lättare i de mellersta och södra delarna..